# Срджа Попович (активіст)
Срджа Попович (серб. кир.: Срђа Поповић; 1 лютого 1973) — сербський політичний діяч. Був лідером студентського руху «Отпор!», який допоміг повалити президента Сербії Слободана Мілошевича. Після короткої політичної кар’єри в Сербії він створив Центр прикладних ненасильницьких дій і стратегій (CANVAS) у 2003 році та опублікував План революції у 2015 році. CANVAS співпрацює з продемократичними активістами з понад 50 країн, пропагуючи використання ненасильницького опору для досягнення політичних і соціальних цілей.

## Раннє життя
Попович народився в Белграді, де обоє його батьків працювали на телебаченні.
Він грав на бас-гітарі в готичному рок-гурті під назвою BAAL, фронтом якого був Андрей Ачін, який пізніше звернувся до кіно. Вони випустили один альбом у 1993 році під назвою Između božanstva i ništavila.

## Політична кар'єра
Паралельно з музикою Попович приєднався до молодіжного крила Демократичної партії (DS) під назвою Demokratska omladina. На партійній конференції в січні 1994 року він став президентом Demokratskої молоді, яка працювала під керівництвом також новообраного лідера партії Зорана Джинджича.
Попри те, що Попович залишався членом DS, у 1998 році зі створенням Otpor!, діяльність у партії відійшла на другий план, ніж його участь у новому русі.
Невдовзі після повалення Мілошевича Попович покинув Otpor, щоб повернутися до політичної кар’єри в Сербії, ставши депутатом від Демократичної партії (DS) у Національній асамблеї⁣, а також радником з питань екології новопризначеного прем’єр-міністра Зорана Джінджича.

## Книги
Попович є співавтором разом із Метью Міллером книги «План революції»: як використовувати рисовий пудинг, чоловічків із Lego та інші ненасильницькі методи, щоб активізувати громади, повалити диктаторів або просто змінити світ» (2015). The Blueprint for Revolution був зустрінутий позитивними відгуками The Guardian назвав його «фантастично придатним до читання» і «геніальним», вказуючи на корисність і винахідливість запропонованих ідей для творчого ненасильницького інакомислення. Критик Тіна Розенберг (The New York Times) написала, що робота Поповіча та Джіновича спирається на ідеї Джина Шарпа, піонера та провідного теоретика в галузі ненасильницького опору, але також вдається «доопрацювати» та розширити його ключові ідеї. Рецензія також похвалила книгу за те, що вона кинула виклик загальноприйнятій думці про ефективність мирних рухів і «весело розвіяла» поширені помилкові уявлення про їх внутрішню структуру, тактику та шанси на успіх. Blueprint for Revolution був номінований на звання книги місяця за версією Atlantic Magazine. Спочатку він був опублікований у Сполучених Штатах, а також у Канаді, Австралії, Великій Британії, Німеччині, Франції та Сербії. Відтоді його було перекладено сербською, французькою, німецькою, іспанською та турецькою мовами. Попович був у книжкових турах США та Великобританії.
Попович також є автором або співавтором різних публікацій CANVAS, доступних безкоштовно на сайті організації. Ненасильницька боротьба: 50 важливих пунктів і Основна навчальна програма CANVAS: Посібник з ефективної ненасильницької боротьби детально описують, як активістам слід підходити до життєво важливих етапів організації ненасильницького руху: порівняти свої можливості з можливостями режиму, сформулювати чіткий план дій, впроваджуючи його якомога ефективніше та реагуючи на наступні репресії з боку влади, не ставлячи під загрозу свої цілі та відданість ненасильству. «Making Opression Backfire», який Попович написав у співавторстві з Торі Порелл, детальніше розглядає, як активісти можуть досягти значних успіхів у асиметричній боротьбі з репресивним апаратом режиму завдяки знанням і підготовці. Він ілюструє два ключові принципи – по-перше, це «створення дилеми» для режиму, який повинен або терпіти дії руху та виглядати безсилим, або відповісти силою та ризикувати відштовхнути членів більшої спільноти чи публічно збентежити себе. По-друге, він дає зрозуміти, як найкраще подбати про «піхотинців» руху – його активістів і демонстрантів – сприяти згуртованості та виховувати почуття спільноти. Також на сайті є коротка ілюстрована хронологія розвитку «Отпору» і вивчення унікальних особливостей, які дозволили їй залучити велику кількість сербів і мобілізувати солідарність для здійснення глибокої політичної трансформації.

## Активізм

### Отпор!
Попович був одним із засновників і лідерів сербської групи ненасильницького спротиву "Отпор!", заснованої у Белграді 10 жовтня 1998 року невеликою групою студентів-протестувальників у відповідь на Закони про університети та ЗМІ, прийняті раніше того ж року. Організація була заснована як безлідерський рух, який реалізує принципи ненасильницького опору, щоб протистояти насильницькій політиці режиму Мілошевича та його постійним порушенням фундаментальних демократичних прав сербів. У грудні 1998 року "Отпор!" організував свій перший великий мітинг, на електротехнічному факультеті. Демонстранти, близько тисячі студентів університету, пройшли до філософського факультету на знак солідарності зі своїми однолітками, яких влада закрила на останньому, щоб вони не змогли приєднатися до мирного протесту. Вже через два дні близько сімдесяти отпорівців взяли участь у марші «Прокладаємо шлях» і пройшли 83 км від Белградом до Нового Саду.
Після бомбардувань НАТО Otport дещо змінив свої цілі й зосередився на кампаніях, які провокували режим у жартівливій та іронічній формі, привертаючи увагу громадян. Яскравим прикладом стала демонстрація «День народження Мілошевича», організована в Ніші, під час якої понад дві тисячі громадян мали змогу записати, що вони бажають Мілошевичу на день народження, на спільній листівці до дня народження. Разом із листівкою наприкінці акції всім присутнім були вручені подарунки, зокрема квиток до Гааги в один кінець, тюремна форма, книги Міри Маркович, наручники та іменинний торт у формі п’ятикутної зірки. були отримані від імені президента Мілошевича.
Численні кампанії, такі як ця, мобілізували всю Сербію, зменшили страх сербів перед насильницькими репресіями з боку режиму та вселили довіру. Найважливіші з них відбулися в період 1999–2000 рр., завдяки чому «Отпор!» перетворився зі студентського на народно-демократичний рух. Організація швидко набула популярності серед студентських активістів і розширилася від малої організації до великої мережі активістів і прихильників. Рух опору залучив різноманітних лідерів опозиції та об’єднав їх для дискусій, на основі яких рух опору визначив спільні цілі проти режиму Мілошевича. Ці цілі були конкретно сформульовані в «Декларації про майбутнє Сербії», виданій у липні 1999 року. Декларація стала стратегічним документом «Отпору», в якому визначено головні проблеми, цілі руху та методи.
Наполегливий опір, прихильне висвітлення в ЗМІ та міжнародна увага, яку він привернув, дозволили "Отпору!" дотиснути Мілошевича, щоб він пішов з поста президента. Невдовзі після революції 5 жовтня 2000 року Попович вийшов з "Отпору", аби продовжити політичну кар’єру в Сербії, ставши депутатом від Демократичної партії (DS) у сербській асамблеї, а також радником прем’єр-міністра Зорана Джінджича з питань екології. 

### CANVAS
У 2003 році Попович і колишній Otpor! член Слободан Джінович став співзасновником Центру прикладних ненасильницьких дій і стратегій (CANVAS) — організації, яка виступає за використання ненасильницького опору для просування прав людини та демократії. Заснована в Белграді, CANVAS працювала з продемократичними активістами з понад 50 країн, включаючи Іран, Зімбабве, Бірму, Венесуелу, Україну, Грузію, Палестину, Західну Сахару, Західне Папуа, Еритрею, Білорусь, Азербайджан і Тонга та, останнім часом Туніс і Єгипет. Невдовзі після свого заснування організація підготувала низку молодих грузинських активістів, які склали важливу частину руху, який обрав молодого Михайла Саакашвілі. Роком пізніше CANVAS зіграли подібну роль в українській Помаранчевій Революції.
На Мальдівах народний рух проти репресивного правління президента спирався на думки Поповича про роль гумору й сатири в ненасильницькій боротьбі, і незабаром йому вдалося отримати підтримку видатних музикантів, художників і популярних діячів. Попри сумніви багатьох спостерігачів щодо застосовності ненасильницької тактики до невеликої нації з переважною ісламською культурою, як Мальдіви, активісти врешті-решт перемогли; у 2008 році вони спостерігали падіння старого режиму, коли президент Гаюм був змушений внести поправки до Конституції, щоб забезпечити проведення справжніх багатопартійних президентських виборів, і згодом програв кандидату від опозиції Мохамеду Нашиду.
Напередодні Арабської весни CANVAS провів навчання для кількох молодих активістів з Єгипту та Тунісу. Деякі тренінги та їхній вплив на учасників були описані в книзі «Проект революції» Поповича.
Canvas має кілька штатних працівників і одночасно керує міжнародною мережею тренерів та експертів з досвідом успішних ненасильницьких рухів. Оскільки CANVAS покладається на приватне фінансування, відвідування семінарів під керівництвом тренерів по всьому світу не стягується, а революційні ноу-хау також можна завантажити безплатно в Інтернеті.
У 2006 році Попович і двоє інших членів CANVAS – Слободан Джінович і Андрей Мілівоєвич – написали книгу під назвою «Ненасильницька боротьба: 50 важливих моментів», яка є посібником з ненасильницької боротьби.
У листопаді 2011 року Попович був одним із доповідачів на конференції TEDx Kraków. Його промова під назвою «Як повалити диктатора» була зосереджена на феномені «влади народу» та нових можливостях для мобілізації цієї влади, які пропонують останні події. Всупереч тому, що влада народу впливала на політичні трансформації протягом століть, стверджує Попович, сьогодні активісти можуть набагато легше навчитися відтворюваній, надійній тактиці ненасильницького опору та використовувати нові медіа для просування свого руху. Водночас він формулює принципи, які передують успіху будь-якої ненасильницької революції: єдність, планування та дисципліна. З моменту публікації відеозапису його виступу в грудні 2011 року воно набрало понад 250 000 переглядів.
Попович також виступав на Форумі Свободи в Осло. Його перша доповідь на Форумі, «Революція 101», запропонувала історичний огляд ненасильницьких рухів, досліджуючи їхній часто недооцінений рівень успіху та здатність створювати стійкіші демократії. У той час як 20-е століття було зосереджено на гонці озброєнь, Попович припустив у своїй промові, що 21-е століття має зосередитися на гонці за освітою, як інструментом, за допомогою якого люди змінюватимуть світ і протистоятимуть жорстоким режимам. На останньому випуску Форуму, у 2017 році, він взяв участь у дискусійній панелі, де окреслювали стратегії мирної протидії тривожному зростанню антилібералізму на Заході за останні кілька років. Попович брав участь у Форумі свободи в Сан-Франциско 2017 року, також організованому Human Rights Foundation.

## Інші заходи

### Зелений кулак
Одночасно зі своєю політичною діяльністю на початку 2000-х Попович разом із колишніми колегами з "Отпор!" Предрагом Лечичем і Андреєм Стаменковичем заснували неурядову екологічну організацію «Зелений кулак». Концептуалізований як «екологічний рух», він намагався перенести деякі масові заклики «Отпору» до проблем навколишнього середовища, використовуючи подібні образи, але невдовзі рух згорнувся.

### Ecotopia
Попович очолює фонд Ecotopia — некомерційну організацію, що займається проблемами навколишнього середовища, яку фінансово підтримують різні урядові установи Сербії, а також приватні компанії. У 2009 році фонд організував широку екологічну кампанію за участю відомих сербських акторів і медіаперсон у телевізійних роликах і газетній рекламі.

### 53-й ректор Сент-Ендрюського університету
Попович був одним із двох претендентів на виборах ректора 2017 року на посаду ректора Сент-Ендрюського університету. Ректор обирається кожні три роки студентами університету. Попович був обраний ректором 13 жовтня 2017 року.

## Відзнаки та нагороди
Журнал Foreign Policy включив Поповича до «100 найкращих глобальних мислителів» 2011 року за те, що він прямо чи опосередковано надихав протестувальників «Арабської весни» та навчав активістів ненасильницьким суспільним змінам на Близькому Сході.
У січні 2012 року The Wired включив його до «50 людей, які змінять світ».
Всесвітній економічний форум у Давосі зарахував Поповича до списку молодих світових лідерів 2013 року.
У лютому 2016 року Університет Тафтса нагородив Поповича разом із CANVAS премією Jean Mayer Global Citizenship Award.
Станом на листопад 2017 року Попович працює ректором Сент-Ендрюського університету.
У 2020 році робота Поповича принесла йому Penn State University McCourtney Institute for Democracy’s Brown Democracy Medal.

## Особисте життя
Попович одружився з радіорепортеркою Марією Станісавлєвіч у вересні 2011 року.